# ينس بيتر كريستنسن
ينس بيتر كريستنسن (بالدنماركية: Jens Peter Christensen)‏ هو قاضي دنماركي، ولد في 1 نوفمبر 1956 في Skive, Denmark ‏ في الدنمارك.